# Roger Youderian
Roger Youderian (21 de enero de 1924 - 8 de enero de 1956) fue un cristiano estadounidense de origen armenio. Participó como misionero evangélico en Ecuador, sin embargo fue frustrado en el asesinato junto con otras cuatro personas, en el pueblo Huaorani a través de esfuerzos conocido como la Operación Auca.

## Biografía
Youderian nació en Sumatra, Montana, de ascendencia armenia. Contrajo polio a la edad de nueve años, lo que lo paralizó levemente. Superó los efectos de la enfermedad durante la escuela secundaria, lo que le permitió jugar al baloncesto. Después de graduarse de Fergus High School en Lewistown, Montana en 1941, asistió a Montana State College (ahora Montana State University) hasta que se alistó en el ejército de los EE. UU. en 1943.

### Segunda Guerra Mundial
Como paracaidista estacionado en Inglaterra, ayudó a un capellán del ejército y finalmente se convirtió al cristianismo. En 1944, participó en el salto del Rin y en la Batalla de las Ardenas, y luego regresó a Montana en 1946.

### Posguerra
Youderian era miembro de la Iglesia Bautista Emmanuel en Lewistown, Montana y tocaba el piano para la iglesia.
Youderian ingresó al Northwestern College cerca de Minneapolis, Minnesota, y en ese momento había sido llamado al campo misional. Allí estudió educación cristiana y conoció a Barbara Orton. Youderian se graduó de Northwestern College en 1950. Él y Orton se casaron en 1951 y solicitaron ser misioneros con la junta misionera sin denominación Gospel Missionary Union. Al ser aceptados, se capacitaron durante seis meses en Kansas City como preparación para su trabajo en Ecuador.

### Ministerio en Ecuador
Youderian, su esposa y su pequeña hija Beth partieron hacia Ecuador en 1953, permaneciendo primero en Quito para estudiar español y eventualmente mudándose a Macuma, una estación misionera en la selva sur del país. Allí, él y su esposa trabajaron con los compañeros misioneros de la Unión Misionera del Evangelio, Frank y Marie Drown, una pareja de misioneros veteranos que ministran al pueblo jíbaro. Los youderianos se enfocaron en aprender el idioma y desarrollar un programa de alfabetización, y con eso en mente, Roger pasó tiempo visitando los hogares de los jíbaros y aprendiendo más sobre su cultura.
Después de trabajar con ellos durante aproximadamente un año, Youderian y su familia comenzaron a ministrar a una tribu relacionada con los Jivarro, el pueblo Achuar. Trabajó con el piloto misionero Nate Saint para proporcionar suministros médicos importantes, pero después de un período de intentar entablar relaciones con ellos, no pudo ver ningún efecto positivo y, cada vez más deprimido, consideró regresar a los Estados Unidos. Sin embargo, durante este tiempo, otros cuatro misioneros en Ecuador estaban planeando la Operación Auca, un intento de llegar a otro grupo de personas, los Auca. Nate Saint se acercó a Youderian para que se uniera a su equipo para conocer a los Auca y él asintió.  
El 3 de enero de 1956, Youderian instaló un campamento en "Palm Beach" a lo largo del río Curaray con Jim Elliot y Ed McCully. Durante el día, se les unieron Nate Saint y Pete Fleming. Habiendo ya contactado e intercambiado regalos por el aire con los Auca, los hombres esperaban tener encuentros amistosos con ellos. El 6 de enero, varios Auca se les acercaron y parecían amistosos, pero dos días después, los cinco fueron atacados y asesinados por un grupo de guerreros Auca. Según los informes, Youderian fue atravesado con una lanza mientras intentaba pedir ayuda por radio a Shell. Posteriormente, su cuerpo fue sacado del río y enterrado en Palm Beach en una fosa común con tres de los otros hombres. Todos los miembros de la familia fueron devueltos a salvo a los Estados Unidos, donde todavía residen hoy.